# Shout (Tears for Fears)
Shout è un brano musicale dei Tears for Fears, pubblicato il 19 novembre 1984 come secondo singolo estratto dall'album Songs from the Big Chair, uscito tre mesi dopo (nel febbraio del 1985).
Negli Stati Uniti il singolo raggiunse la vetta della Billboard Hot 100 il 3 agosto 1985, e vi rimase per tre settimane. Shout diventò uno dei singoli di maggior successo di quell'anno, raggiungendo la top ten anche in molte altre nazioni, tra cui il secondo posto in classifica in Italia.
Il video ufficiale è stato girato nella località di Durdle Door nel Dorset.

## Tracce
7" Single
1. Shout - 4:51
2. The Big Chair - 3:20

12" Maxi
1. Shout (Extended Version) - 7:40
2. Shout (Full Version) - 5:58
3. The Big Chair - 3:20

7" Single
1. Shout - 5:58
2. The Big Chair - 3:20

## Formazione
- Roland Orzabal - voce, chitarra, sintetizzatori, basso synth, programmazione batteria LinnDrum
- Curt Smith - basso, voce
- Ian Stanley - organo
- Chris Hughes - batteria

## Classifiche

### Classifiche settimanali
| Classifica (1985)              | Posizione massima |
| ------------------------------ | ----------------- |
| Australia                      | 1                 |
| Austria                        | 6                 |
| Belgio (Fiandre)               | 1                 |
| Canada                         | 1                 |
| Francia                        | 21                |
| Germania                       | 1                 |
| Irlanda                        | 5                 |
| Italia                         | 2                 |
| Norvegia                       | 5                 |
| Nuova Zelanda                  | 1                 |
| Paesi Bassi                    | 1                 |
| Regno Unito                    | 4                 |
| Stati Uniti                    | 1                 |
| Stati Uniti (dance club)       | 1                 |
| Stati Uniti (dance/electronic) | 1                 |
| Stati Uniti (mainstream rock)  | 6                 |
| Sudafrica                      | 2                 |
| Svezia                         | 16                |
| Svizzera                       | 1                 |

### Classifiche di fine anno
| Classifica (1985) | Posizione |
| ----------------- | --------- |
| Australia         | 14        |
| Belgio (Fiandre)  | 14        |
| Canada            | 8         |
| Germania          | 8         |
| Italia            | 20        |
| Nuova Zelanda     | 7         |
| Paesi Bassi       | 6         |
| Stati Uniti       | 21        |
| Sudafrica         | 16        |
| Svizzera          | 13        |

## Cover
Il gruppo alternative metal Disturbed ha inserito nel proprio disco d'esordio, The Sickness (2000), e nella ristampa dell'album nel 2010, una cover della canzone con il titolo di Shout 2000.
Il gruppo musicale tedesco Atrocity ha realizzato una cover del brano inserita nel disco Werk 80 del 1997.
Nel 2010 viene pubblicato il singolo Shout registrato dall'ensemble Shout for England, con il featuring di Dizzee Rascal e James Corden, diventato un inno non ufficiale della nazionale di calcio dell'Inghilterra durante i mondiali di calcio 2010 in Sudafrica e contenente degli estratti di Shout.
Nel 2011 nel decimo episodio della prima stagione della serie televisiva americana Skins gli attori Daniel Flaherty e Britne Oldford cantano una versione del brano leggermente velocizzata con delle piccole modifiche apportate al testo.
Nel 2015 viene inserito un campionamento del brano nel singolo di Luciano Ligabue C'è sempre una canzone.
Nel 2020 una cover del brano, interpretata da Elisa, fa da sigla di apertura della serie televisiva Romulus. Il brano è stato successivamente incluso nell'undicesimo album della cantante Ritorno al futuro/Back to the Future.
Nel settembre 2022 i Placebo pubblicano come singolo una cover del brano.